# Xã Richland, Quận Warren, Iowa
Xã Richland (tiếng Anh: Richland Township) là một xã thuộc quận Warren, tiểu bang Iowa, Hoa Kỳ. Năm 2010, dân số của xã này là 1.260 người.